# Lasioglossum miyanoi
Lasioglossum miyanoi là một loài Hymenoptera trong họ Halictidae. Loài này được Tadauchi mô tả khoa học năm 1994.